# Wandernder Blattspanner

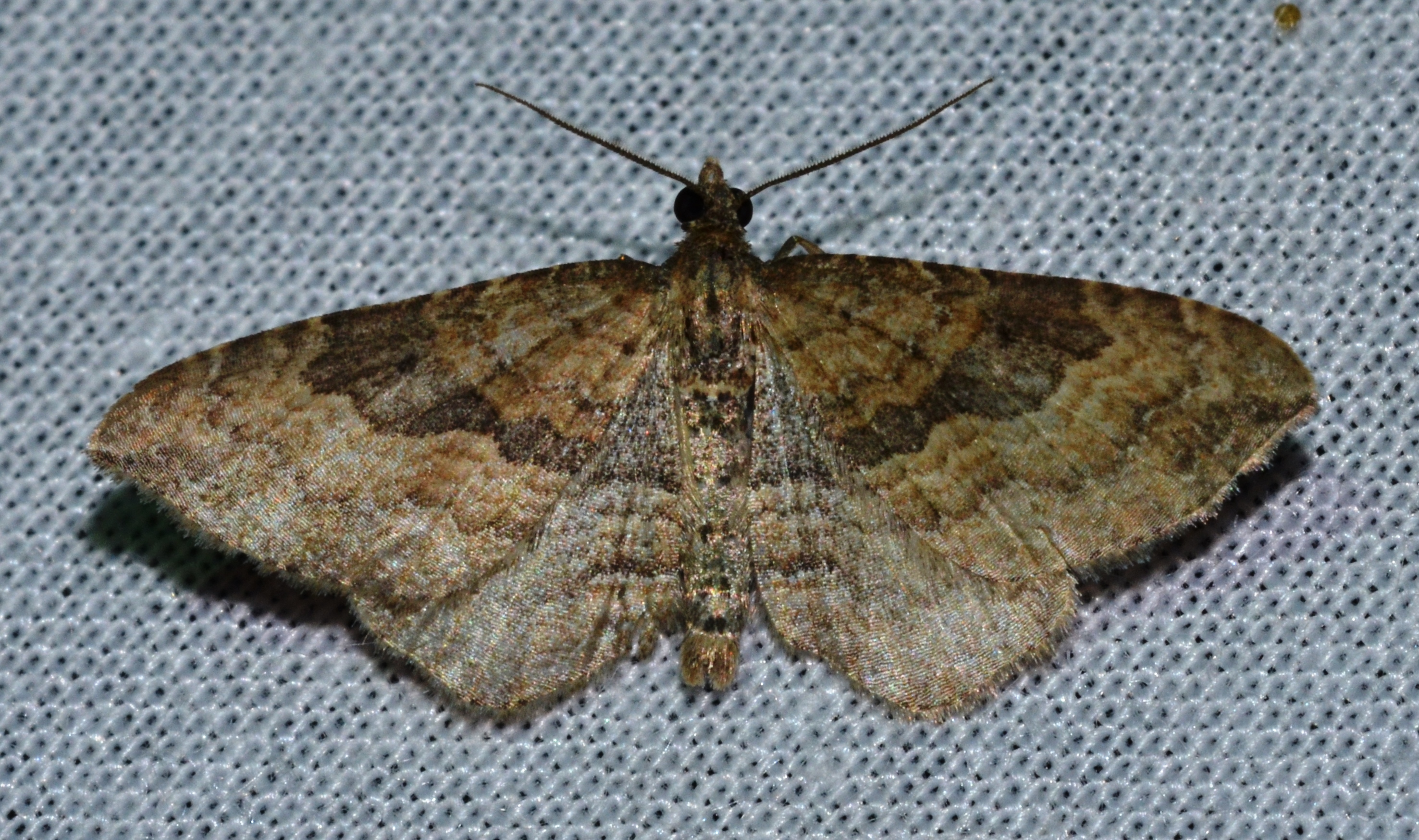
Männchen

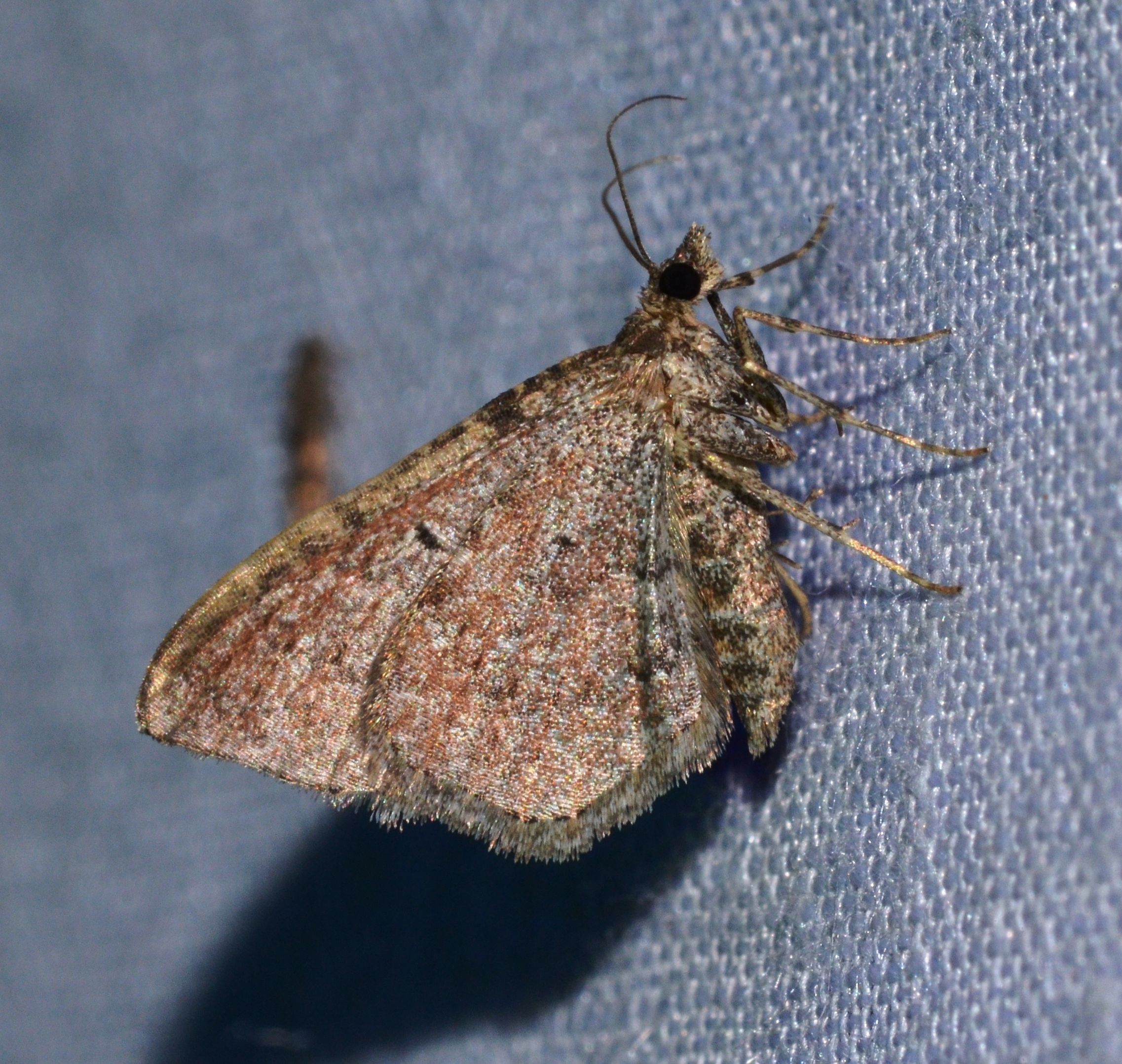
Flügelunterseite

Der Wandernde Blattspanner (Orthonama obstipata), in der Literatur zuweilen als Nycterosea obstipata zu finden, ist ein Schmetterling (Nachtfalter) aus der Familie der Spanner (Geometridae).

## Merkmale

### Falter
Die Flügelspannweite der Falter beträgt 17 bis 20 Millimeter. Bezüglich der Flügelfärbung besteht zwischen den Geschlechtern ein auffälliger Sexualdimorphismus. Sämtliche Flügeloberseiten zeigen bei den Weibchen eine rostbraune bis graurote Farbe von der sich helle Zeichnungselemente nur undeutlich abheben. Lediglich ein weißer, schwarz gekernter Mittelpunkt auf den Vorderflügeln tritt deutlich hervor. Die Männchen unterscheiden sich durch die hellbraun gefärbten Vorderflügel, von denen sich einige dunkle Querlinien sowie ein schmales dunkelbraunes Mittelfeld abheben. Im Außenrand befindet sich ein kurzer dunkler Teilungsstrich. Die Flügelunterseiten sind bei beiden Geschlechtern bis auf kleine schwarze Mittelpunkte und schwache Querlinien zeichnungslos hellbraun bis rötlich braun.

### Raupe
Ausgewachsene Raupen sind grünlich oder bräunlich gefärbt, in Richtung des Kopfes leicht verjüngt. Die Flanken sind gelblich, von den mittleren Körpersegmenten heben sich helle, dunkel gesäumte Rautenflecke ab, die schwarz gekernt sind.

### Ähnliche Arten
Aufgrund der sehr charakteristischen Flügelzeichnung sind die weiblichen Falter unverwechselbar. Bei den Männchen besteht eine entfernte Ähnlichkeit zu graubraunen Exemplaren des Kohl-Blattspanners (Xanthorhoe designata), bei denen das Mittelfeld hingegen überwiegend rotbraun angelegt ist und das außerdem saumwärts durch eine schmale schwarze Binde begrenzt wird.

## Verbreitung und Vorkommen
Der Wandernde Blattspanner ist weltweit zu finden. In Europa ist er nur in Südeuropa bodenständig. Als Wanderfalter überfliegt er die Alpen und tritt von Mai bis November überall in Mitteleuropa mehr oder weniger zahlreich auf. Die Art wird als Binnenwanderer 2. Ordnung eingruppiert. Früh einfliegende Falter erzeugen zuweilen eine oder mehrere Nachfolgegenerationen, in keinem Stadium jedoch kann die Art in Mitteleuropa den Winter überstehen. Der Wanderfalter ist in den unterschiedlichsten Lebensräumen zu finden, selbst in Städten und Ortschaften. Die Falter sind auch in der Lage, Ozeane zu überfliegen.

## Lebensweise
Die Falter sind überwiegend nachtaktiv, fliegen in fortlaufenden Generationen und besuchen künstliche Lichtquellen, wo sie auch an Straßenlaternen und beleuchteten Fenstern gefunden wurden. Die Raupen ernähren sich von den Blättern vieler verschiedener krautiger Pflanzen, dazu zählen Labkräuter (Galium), Brunnenkressen (Nasturtium), Ampfer (Rumex), Winden (Convolvulus), Greiskräuter (Senecio) und Hundskamillen (Anthemis).